# Neti neti
În hinduism și în special în Jnana Yoga și Advaita Vedanta, neti neti este o expresie sanscrită care înseamnă „nu asta, nu asta” sau „nici asta, nici asta” (neti este un sandhi de la na iti „nu așa”). Este întâlnită în Upanișade și Avadhuta Gita și constituie o meditație analitică ce ajută o persoană să înțeleagă natura lui Brahman prin înțelegerea mai întâi a ceea ce nu este Brahman. Ea corespunde expresiei occidentale „via negativa”, o abordare mistică ce face parte din tradiția teologiei apofatice, adică a teologiei negative. Unul dintre elementele-cheie ale practicii Jnana Yoga este adesea o „căutare de tip neti neti”. Scopul exercițiului este de a nega raționalizările și alte metode de distragere de la conștientizarea meditativă non-conceptuală a realității.

## Semnificația expresiei neti neti
Neti neti, adică „nu asta, nu asta”, este metoda de analiză vedică a negației și reprezintă ideea centrală a cercetării vedice. Cu ajutorul său, omul autorealizat (Jnani) neagă identificarea cu toate lucrurile din lumea aceasta care nu sunt Atman, negând în acest fel Anatman. Prin acest proces gradual el neagă rațiunea și transcende toate experiențele lumești care sunt negate până ce nu mai rămâne nimic în afară de Sine. El atinge uniunea cu Absolutul prin negarea corpului, a numelui, a formei, a intelectului, a simțurilor și a tuturor atributelor limitative și descoperă că ceea ce rămâne este adevăratul „eu”. L. C. Beckett, în cartea sa, Neti Neti, explică faptul că această expresie exprimă ceva indescriptibil, adică esența a ceva căreia nu i se poate aplica nici o altă definiție. Neti neti neagă toate descrierile Realității ultime, dar nu Realitatea însăși. Interpretarea intuitivă a principiului incertitudinii poate fi exprimată prin „Neti neti”, care anihilează ego-ul și lumea ca fiind un non-sine (Anatman), precum și sentimentul nostru de sine cu totul.
Adi Shankara a fost unul din primii filozofi ai Advaita Vedanta care au susținut abordarea neti-neti. În comentariul său cu privire la textul Karika al lui Gaudapada, el explică faptul că Brahman nu are accesorii, iar neti neti are scopul de a elimina obstacolele produsă de ignoranță. Discipolul său, Sureshvara, explică în continuare că negația neti neti nu are scop de negație, ci de afirmare a identității. Înțeleptul din Upanișada Brihadaranyaka II iii 1-6, afirmând că există două forme de Brahman, material și imaterial, solid și fluid, neagă existența a orice altceva cu excepția lui Brahman. Și, prin urmare, nu există nici o entitate separată precum Jiva ceea ce Shankara consideră că este reflectarea lui Brahman în Avidya (ignoranță).

## Avadhuta Gita
Următorul text a fost extras din Avadhuta Gita 1.25 din Wikisource:
Sanskrit in Devanagari:

तत्त्वमस्यादिवाक्येन स्वात्मा हि प्रतिपादितः ।

नेति नेति श्रुतिर्ब्रूयाद अनृतं पाञ्चभौतिकम् ।। २५।।

IAST:

tattvamasyādivākyena svātmā hi pratipāditaḥ /

neti neti śrutirbrūyād anṛtaṁ pāñcabhautikam //25//

Prin propoziții ca „Tu ești asta” este afirmat propriul nostru Sine. Sruti (scriptura) afirmă „nu asta, nu asta” cu referire la ceea ce este neadevărat și compus din cele cinci elemente.